# Francisco de Paula Figueras

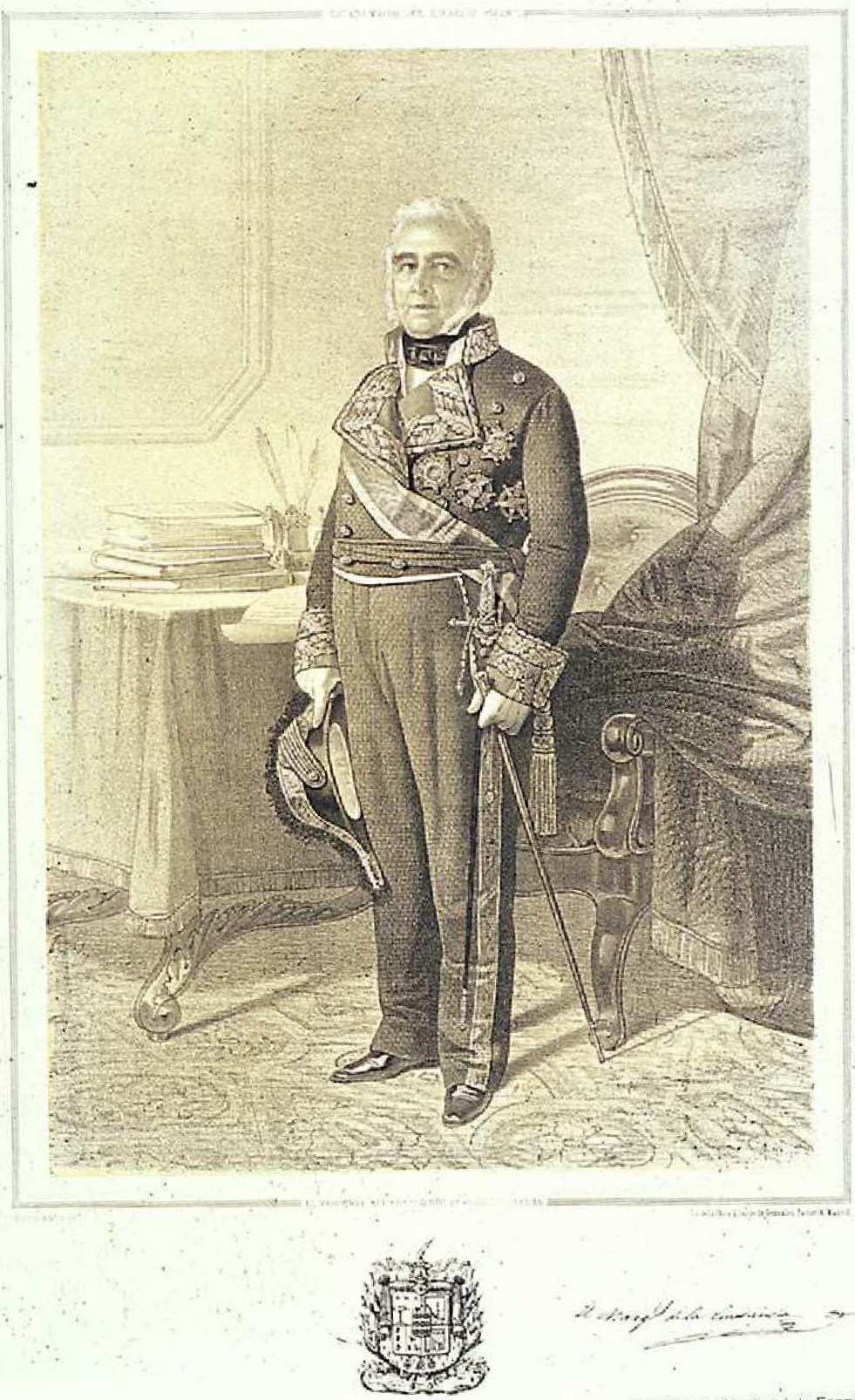
Francisco de Paula Figueras Caminals, litografía de Bernardo Blanco y Pérez para el Estado Mayor del Ejército Español de Pedro Chamorro Baquerizo. 1852. Biblioteca Nacional de España.

Francisco de Paula Figueras Caminals (Almería, 21 de mayo de 1786-Granada, 10 de febrero de 1858) fue un militar y político español.

## Biografía
Ingresa como cadete en 1802, combatiendo en la Guerra de la independencia, en la que termina como coronel laureado. Durante la primera Guerra carlista fue jefe de Estado Mayor de los ejércitos de Cataluña. Senador por Baleares en 1840 y teniente general en 1843, año en el que fue elegido Senador por Valencia. En 1844 fue designado senador por Sevilla y al año siguiente senador vitalicio. En diciembre de 1847 es nombrado ministro de la Guerra, cargo que desempeñará hasta 1851 con el cortísimo intervalo del Gobierno de un día - en octubre de 1849 - del conde de Clonard. Fue primer marqués de la Constancia.